# 3722 Урата
3722 Урата (3722 Urata) — астероїд головного поясу, відкритий 29 жовтня 1927 року.
Тіссеранів параметр щодо Юпітера — 3,604.